# 絶えざる御助けの聖母
絶えざる御助けの聖母（たえざるおんたすけのせいぼ、イタリア語：Nostra Madre del Perpetuo Soccorso、英語：Our Lady of Perpetual Help）とは、カトリック教会における聖母マリアの称号であり、15世紀に描かれたイコンである。

## 概要
15世紀のビザンティン美術を代表的するイコンである。このイコンは、オスマン帝国による統治を嫌ってクレタ島に逃れた画家によって、15世紀中頃に描かれたとされる。このイコンには、マリア、イエス、大天使ミカエル、大天使ガブリエル、などが描かれている。
このイコンは、ラツィオ州ローマ大都市圏ローマ市の聖アルフォンソ・デ・リゴリ教会にて、永久に保存され続けることになっている。聖アルフォンソ・デ・リゴリ教会では、毎週『絶えざる御助けの聖母へのノベナ』が唱えられる。また、このイコンは、東方正教会においては「受難の乙女」、または、「受難の生神女」として知られている。キリストの受難が絵画で表現されているため、それを説明する際に用いられている。

## 来歴
15世紀末にローマに移され、聖マタイ教会に掲げられていた。しかし、1789年に聖マタイ教会の聖堂が破壊されたことにともない、イコンも行方不明となっていた。1863年に発見され、聖マタイ教会跡地に建立された聖アルフォンソ・デ・リゴリ教会に掲げられることになった。1865年、レデンプトール会の修道司祭らは、ローマ教皇ピウス9世からこのイコンの管理と広報を委託された。やがて、ローマ・カトリック圏内においては、このイコンの人気が次第に高まり、多くの複製や模写が描かれ続けてきた。近代になると、このイコンの模写が、家庭、企業、公共機関などおいても飾られるようになった。
1867年6月23日、このイコンは聖座において戴冠を受け、「絶えざる御助けの聖母」の称号のもとに聖母聖画として公認された。レデンプトール会の修道司祭らは、今もなお聖座よりこのイコンの管理・保護、および、聖母マリアに関連する美術作品に関する広報活動を委託されている。
なお、「絶えざる御助けの聖母」の祭日は、6月27日である。この聖母の称号に対するノベナは、水曜日に連続9週唱えられる。